# 1850 au Bas-Canada
Cet article traite des événements survenus en 1850 au Canada-Est. 

## Événements

### Octobre
- 8 octobre : Mgr Pierre-Flavien Turgeon devient le nouvel archevêque de Québec[1].

## Naissances
- 27 janvier : Louis-Philippe Hébert, sculpteur.
- 20 février : Nérée Beauchemin, poète.
- 23 août : Charles Langelier, homme politique.
- 25 août : Ernest Pacaud, journaliste.
- 16 septembre : Raymond Préfontaine, homme politique, maire de Montréal de 1898 à 1902.
- 7 novembre : Hormidas Laporte, homme d'affaires et homme politique, maire de Montréal de 1904 à 1906.

## Décès
- 21 juin : Barthélemy Joliette, juriste, homme d'affaires et homme politique († 9 septembre 1789).
- 3 juillet : Étienne Provost, commerçant de fourrures et découvreur du Grand Lac Salé († 21 décembre 1785).
- 3 octobre : Joseph Signay, archevêque de Québec † (8 novembre 1778).